# Santa María (manzana)
Santa María es el nombre de una variedad cultivar de manzano (Malus domestica). Esta manzana es originaria de Galicia, está cultivada en la colección de árboles frutales y banco de germoplasma de Mabegondo con el Nº 47; ejemplares procedentes de esquejes localizados en Oza dos Rios, del municipio de Oza-Cesuras (La Coruña).

## Sinónimos
- "Manzana Santa María",[4][5]
- "Maceira Santa María".

## Características
El manzano de la variedad 'Santa María' tiene un vigor vigoroso. Tamaño grande y porte erguido.
Época de inicio de brotación a partir del 21 de abril y de floración a partir de 17 de mayo.
Las hojas tienen una longitud del limbo de tamaño corto, con la máxima anchura del limbo estrecha. Longitud de las estípulas es corta y la máxima anchura de las estípulas es desconocido. Denticulación del borde del limbo es serrado, con la forma del ápice del limbo acuminado y la forma de la base del limbo es agudo. Con subestípulas presentes.
Sus flores tienen una longitud de los pétalos media, anchura de los pétalos es media, disposición de los pétalos en contacto entre sí, con una longitud del pedúnculo larga.
La variedad de manzana 'Santa María' tiene un fruto de tamaño pequeño, de forma plana-globosa, de color amarillo, con chapa lavada, y de intensidad pálida. Epidermis de textura desigual, sin pruina en su superficie y con presencia de cera débil. Sensibilidad al "russeting" (pardeamiento áspero superficial que presentan algunas variedades) medianamente sensible. Con lenticelas de tamaño grande.
Los sépalos están dispuestos de completamente replegados, y libres en su base; su fosa calicina profunda y de una anchura ancha. Pedúnculo de grosor estrecho y de longitud largo, siendo la cavidad peduncular de una profundidad media y de anchura media. Con pulpa de color blanca, cuya firmeza es intermedia y textura intermedia; su jugosidad es intermedia con sabor de acidez débil, y aromática anisada.
Época de maduración y recolección es el 24 de septiembre. 'Santa María' es una manzana que su destino es la conservación de esta variedad en el banco de germoplasma de Mabegondo como reserva genética.

## Susceptibilidades
- Oidio: ataque débil
- Moteado: no presenta
- Raíces aéreas: ataque medio
- Momificado: ataque débil
- Pulgón lanígero: ataque medio
- Pulgón verde: ataque medio
- Araña roja: no presenta
- Chancro del manzano: no presenta[3]